# Celano Football Club Olimpia 1988-1989
Questa voce raccoglie le informazioni riguardanti il Celano Football Club Olimpia nelle competizioni ufficiali della stagione 1988-1989.

## Rosa
| N. |                   | Ruolo | Calciatore           |
| -- | ----------------- | ----- | -------------------- |
|    | Italia (bandiera) | C     | Mirco Barbetta       |
|    | Italia (bandiera) | P     | Claudio Bozzini      |
|    | Italia (bandiera) | D     | Augusto Cantelmi     |
|    | Italia (bandiera) | D     | Maurizio Capone      |
|    | Italia (bandiera) | D     | Maurizio Caradonna   |
|    | Italia (bandiera) | D     | Ivano Cardarelli     |
|    | Italia (bandiera) | C     | Andrea Consorti      |
|    | Italia (bandiera) | C     | Angelo Corsini       |
|    | Italia (bandiera) | C     | Luca Di Filippo      |
|    | Italia (bandiera) | C     | Alessandro Di Matteo |

| N. |                   | Ruolo | Calciatore          |
| -- | ----------------- | ----- | ------------------- |
|    | Italia (bandiera) | A     | Davide Di Nicola    |
|    | Italia (bandiera) | A     | Luigi Marchionne    |
|    | Italia (bandiera) | D     | Alessandro Paoletti |
|    | Italia (bandiera) | D     | Giuliano Pierobon   |
|    | Italia (bandiera) | C     | Fabrizio Sansonetti |
|    | Italia (bandiera) | P     | Mario Valenzano     |
|    | Italia (bandiera) | C     | Leandro Vessella    |
|    | Italia (bandiera) | C     | Vincenzo Vivarini   |
|    | Italia (bandiera) | A     | Francesco Zappasodi |